# Secondo scontro aereo del golfo della Sirte
La battaglia aerea sul golfo della Sirte combattuta il 4 gennaio 1989 tra aerei militari libici e statunitensi, fu un confronto armato nel cielo sul Mediterraneo.

## Storia
La tensione tra i due paesi scaturì dall'azione unilaterale libica di estendere il limite delle proprie acque territoriali con la dichiarazione del 19 ottobre 1973, giustificata facendo ricorso ai principi delle baie storiche e rivendicando l'intero golfo come territorio nazionale tracciando una linea di base della lunghezza di 302 mn coincidente con il parallelo 32° 30' N detta "linea della morte", il cui attraversamento avrebbe comportato una risposta di tipo militare. La crisi tra i due Paesi che si protraeva ormai da anni si acuì nuovamente quando gli Stati Uniti accusarono la Libia di costruire un impianto per la costruzione di armi chimiche a Rabta, causando l'invio in quel teatro della portaerei USS John F. Kennedy (CV-67) mentre un secondo gruppo da battaglia composto dalla USS Theodore Roosevelt (CVN-71) fu predisposto per essere dislocato nell'area.
La crisi portò, il 4 gennaio 1989, ad uno scontro aereo tra due F-14 Tomcat del VF-32 Swordsman (spadaccini) allora imbarcato sulla Kennedy, call sign Gipsy 207 (Cdr. Joseph "Beads" Connelly/Cdr. Leo F. Enright) e Gipsy 204 (Lt. Hermon "Munster" Cook III/Cdr. Steven P. Collins) e due MiG-23 Flogger dell'Aeronautica Militare Libica, abbattuti dai Tomcat.